# Вилем де Фламинг
Вилем де Хеселз Фламинг (на нидерландски: Willem Hesselsz de Vlamingh) е холандски морски капитан, който изследва югозападния бряг на Австралия (тогава наричан Нова Холандия) в края на 17 век.

## Биография

### Произход и първи плавания (1640 – 1696)
Роден е на 28 ноември 1640 година в Ост-Флиланд, провинция Фризия, Холандска република (днес Нидерландия). През 1668 г. се жени и става капитан на китоловен кораб. През 1688 г. постъпва в Холандската източноиндийска компания и прави първото си пътуване до Батавия. След второто си пътуване през 1694 г. е помолен да организира експедиция за търсене на Ridderschap van Holland – кораб на компанията, който е изчезнал с 325 пътници и екипаж на борда, на път за Батавия през 1694 г. Чиновниците в компанията смятат, че корабът може да е изхвърлен на западния бряг на Нова Холандия.

### Експедиционна дейност (1696 – 1698)
През 1696 г. Фламинг е начело на спасителната мисия по австралийския западен бряг в търсене на оцелели от Ridderschap van Holland, изчезнал две години по-рано. Мисията се оказва безрезултатна, но по пътя Фламинг картографира части от западното крайбрежие на континента. В резултат на това се подобрява навигацията на плаването по Индийския океан от нос Добра Надежда, Африка до Холандска Източна Индия.
Под негово командване са три кораба: фрегатата De Geelvink, на която капитан е самият Фламинг, рибарския кораб De Nijptang, с капитан Жери Колер и галиота Weseltje, с капитан Джошуа де Фламинг, син на Вилем. Експедицията отплава от Амстердам на 2 май 1696 в посока към островите Тристан да Куня и Архипелаг Сао Педро и Сао Пауло. На 29 декември експедицията пристига на остров Ротнест. Там забелязват много куоки (местни двуутробни), и мислейки, че са големи плъхове, наричат заради тях острова Rattennest, което на нидерландски език означава „гнездо, котило на плъхове“. Фламинг след това пише за Ротнест в дневника си:
„Имах огромно удоволствие да се любувам на този остров, който е много красив, и където ми се струва, че природата не е отказала нищо, за да го направи най-приятния сред всички острови, които някога съм виждал, с много добри условия за благополучието на хората, с дървен материал, камък и вар за изграждането на къщи, само липсват орачи да запълнят тези чудесни поля. Има сол в изобилие, и на брега е пълно с риба. Могат да се чуят приятните песни на птиците в благоуханните полета. Така че аз вярвам, че от множеството хора, които имат за цел да намерят щастие, има много, които биха презрели съдбата на страната ни, за да изберат тази тук, която ще изглежда като рая на земята.“
На 10 януари 1697 г. Фламинг и неговият екипаж са първите европейци, които навлизат в устието на река Суон. Фламинг нарича реката Суон (на нидерландски: Zwaanenrivier, буквално – „Лебедовата река“), поради големия брой черни лебеди, които наблюдава там.
На 4 февруари 1697 г. той стъпва на остров Дирк Хартог, Западна Австралия, и заменя пютърната плоча, оставена от Хартог през 1616 г. с нова, на която са записани двете посещения на холандските морски капитани. Оригиналната плоча е запазена в Рийксмузеум в Амстердам.
Де Фламинг, заедно със сина си и Колер, командва флота на връщане, който тръгва от Холандска Индия на 3 февруари 1698 г. и пристига в родния му град Амстердам на 16 август. Преди това той е изпратил на Николас Витсен кутия с миди, плодове и растителност от Нова Холандия, както и единадесет рисунки, които са направени по време на експедицията. Подаръкът включва и няколко черни лебеди, които обаче измират по време на плаването.
Витсен предлага рисунките на Мартин Листер. Витсен, който е инвестирал в експедицията, е разочарован от това, че хората са по-заинтересовани от установяването на търговия, отколкото в изследвания. През 1699 г. Уилям Дампир е изпратен да изследва крайбрежието на Австралия и Нова Гвинея.
Тъй като няма допълнителни данни за Де Фламинг след август 1698 г., той вероятно се оттегля от Източноиндийската компания при завръщането си в Холандия.